# Střet zájmů
Střet zájmů je situace, ve které se do konfliktu dostávají protichůdné zájmy jednoho člověka nebo skupiny ať na osobní nebo veřejné rovině. Ten, kdo o vybraném řešení rozhoduje, vždy sleduje určité cíle a motivace a podle nich preferuje či prosazuje některou variantu.
Ve sféře veřejné správy nabývá tento problém specifických rozměrů, protože se zde setkávají zájmy osobní se zájmem veřejným.
Organizace pro hospodářskou spolupráci a rozvoj (OECD) rozlišuje střet zájmů skutečný (reálně nastal a lze ho zjistit v minulosti), zdánlivý (lze ho považovat za existující, pokud se zdá, že by soukromé zájmy veřejného činitele mohly nepatřičně ovlivnit výkon jeho úředních úkolů a povinností, ale ve skutečnosti tomu tak není) a potenciální (nastává již ve chvíli, kdy vzniká riziko ovlivnění, nebo naopak současné rozhodování ovlivní budoucí soukromé zájmy veřejného činitele).

## Politika
Pro veřejnou správu je hlavní právní normou zákon č. 159/2006 Sb., o střetu zájmů. Zákon definuje veřejné funkcionáře (§ 2), upravuje jejich povinnost vykonávat svou funkci tak, aby nedocházelo ke střetu mezi jejich osobními zájmy a zájmy, které jsou povinni z titulu své funkce prosazovat nebo hájit včetně zákazu ohrozit veřejný zájem (§ 3). Zákon rovněž upravuje omezení některých činností veřejných funkcionářů a neslučitelnost jejich funkcí s některými jinými funkcemi (§ 4 až 6), upravuje povinnost oznamovat různé druhy informací, které umožňují veřejnou kontrolu jejich majetku nabytého za dobu výkonu funkce či dalších příjmů (§ 7 až 12) a upravuje jejich odpovědnost za porušení povinností, včetně sankcí, jež lze uložit (§ 23).
Zákonné ustanovení § 2 vymezuje veřejné funkcionáře politické (poslanci, senátoři, členové vlády, starostové a místostarostové, členové obecních i krajských zastupitelstev apod.) a nepolitické (vedoucí organizačních složek státu a členové statutárních, dozorčích nebo kontrolních orgánů zákonem zřízených právnických osob apod.). To je rozhodující pro vyhodnocení, zda a jak se na kterého funkcionáře vztahují povinnosti z tohoto zákona. Povinnosti veřejných funkcionářů vykonávat svou funkci „ve veřejném zájmu“ nevyplývá přímo ze zákona o střetu zájmů, ale z příslušných právních předpisů upravujících právní postavení (některých) kategorií veřejných funkcionářů při výkonu funkce.
K prevenci a předcházení střetu zájmů slouží v soukromoprávní oblasti především etické kodexy ve formě závazných interních normativních aktů či doporučení. V oblasti veřejné správy pak především zákonná právní úprava doplněná preventivními opatřeními společnými i pro soukromý sektor.

## Zadávání veřejných zakázek
Při zadávání veřejné zakázky je střet zájmů regulován zákonem č. 159/2006 Sb., o zadávání veřejných zakázek. Střet zájmů se vztahuje na situaci, kdy některé z osob na straně zadavatele, které mohou ovlivnit výsledek zadávacího řízení, mají přímo nebo nepřímo nějaký zájem, který by mohl ohrozit jejich nestrannost a nezávislost v rámci zadávacího řízení. Zadavatel musí postupovat tak, aby ke střetu zájmů po celou dobu průběhu zadávacího řízení nedošlo. Pokud se tak stane, musí přijmout opatření k jeho odstranění (§ 49 odst. 1).
Pro střet zájmů jsou stěžejní tři definiční znaky, které musí být splněny současně:
1. určitý typ/charakter osoby – buď se podílí na průběhu zadávacího řízení nebo mají/mohly by mít vliv na jeho výsledek.
2. existence kvalifikovaného zájmu této osoby – získání osobní výhody, anebo zájem snížit osobní prospěch zadavatele.
3. schopnost/intenzita výše popsaného zájmu.[9]

Střetu zájmů je nutné předcházet po celý průběh zadávacího řízení, tzn. již od okamžiku zpracování zadávací dokumentace, pokud zadavatel využije možnost poradenství při přípravě zadávacích podmínek veřejné zakázky (předběžná tržní konzultace). V tom případě je povinen uvést o tomto poradenství / o podílu třetí osoby informaci do zadávací dokumentace a označit osoby či subjekty, které se na tom podílely (podle § 36 odst. 4).
Dále pak v průběhu zadávacího řízení si zadavatel vyžádá čestná prohlášení členů komise, externích odborníků i dalších osob, které případně zadavatele zastupují, že nejsou ve střetu zájmů. Pokud střet zájmů zjistí, zajistí, aby se takové osoby na zadávacím řízení nepodílely, nebo zadávací řízení zruší. Všem zúčastněným musí po celou dobu zadávacího řízení zajistit férovou hospodářskou soutěž a nezvýhodnit žádnou osobu. Podmínky nepodjatosti se vztahují rovněž na členy poroty, která hodnotí návrhy. Většina členů poroty musí být ve vztahu k zadavateli nezávislá (§ 148).

## Obchodní korporace
Zákon č. 90/2012 Sb., o obchodních společnostech a družstvech (zákon o obchodních korporacích) upravuje v obecné rovině střet zájmů člena voleného orgánu kapitálové obchodní korporace, jeho povinnosti při zjištění střetu zájmů, a možnosti ochrany obchodní korporace v případě takového střetu (§ 54 až 58).
Střet zájmů člena orgánu obchodní korporace může být dlouhodobý nebo jednorázový.
Dlouhodobější střet zájmů
V situaci, kdy se člen orgánu nebo osoba mu blízká, jím ovlivněná či ovládaná dostane do zákonem blíže neurčeného, tedy potenciálně hrozícího střetu zájmů, ukládá mu oznamovací povinnost. Např. osoba blízká členovi orgánu se zamýšlí přihlásit do stejného výběrového řízení o lukrativní zakázku jako obchodní korporace, ve které člen orgánu působí. Anebo člen orgánu kandiduje na místo zastupitele (s ambicí stát se starostou) v obci, se kterou vede společnost dlouhodobý náročný spor. Tam, kde o konfliktu ví před jeho vznikem, je povinen informovat bez zbytečného odkladu. Tam, kde se o střetu dozví až poté, co k němu došlo, má povinnost o tom informovat bez zbytečného odkladu. Za porušení této povinnosti jej stíhají důsledky vyplývající ze zákona.
Jednorázový střet zájmů
Jednorázový střetu zájmů nastává při uzavírání smlouvy, kde je jednou ze stran člen orgánu (osoba jemu blízká či osoba jím ovlivněná nebo ovládaná) a druhou stranou „jeho“ obchodní korporace. V tomto případě musí člen orgánu bez zbytečného odkladu informovat nejen o úmyslu uzavřít smlouvu, ale rovněž informovat o jejím obsahu. Oznamovací povinnost člena orgánu se vztahuje i na případy, kdy má obchodní korporace zajistit nebo utvrdit jeho dluhy nebo dluhy osob jemu blízkých, jím ovládaných či ovlivněných, a na případy, kdy se má obchodní korporace stát jejich spoludlužníkem.

## Střet zájmů mezi zástupcem a zastoupeným
Střet zájmů vzniká, když lze z povahy záležitosti a dalších okolností případu usoudit, že advokát nebo jiný zástupce má právní zájem na tom, aby záležitost, v níž má jménem zastoupeného jednat, nebyla zcela nebo z části vyřešena v nejlepším zájmu zastoupeného. Pokud se postupuje podle § 460 občanského zákoníku, soud jmenuje zastoupenému kolizního opatrovníka. Jeho funkce zaniká, opadnou-li důvody, pro které byl jmenován. Případné právní jednání zástupce jménem zastoupeného, který je ve střetu zájmů, je právně neúčinné.
- V případě, že rodiče neposkytují svému dítěti potřebnou péči a podporu, nehájí dostatečně jeho zájmy a hrozí-li střet zájmů, vzniká důvod pro jmenování kolizního opatrovníka dítěti (§ 943 až 947).[16]
- Jsou-li zájmy člena statutárního orgánu v rozporu se zájmy právnické osoby a nemá-li právnická osoba jiného člena orgánu schopného ji zastupovat, může soud jmenovat právnické osobě kolizního opatrovníka (§ 165 odst. 2). Jeho působnost se přitom může týkat pouze těch záležitostí právnické osoby, jež nemohou řešit (při nichž nemohou právnickou osobu zastupovat) členové statutárního orgánu pro trvající střet zájmů.[17]

## Sociální služby
V SP je střet zájmů popsán ve Standardech kvality sociálních služeb, především se tímto zabývá standard číslo 2 - Ochrana práv osob.
Střetem zájmů mezi pracovníky a klienty sociálních služeb se rozumí takové jednání, které ohrožuje důvěru v nestrannost nebo při němž pracovníci zneužívají svého postavení v získání neoprávněného prospěchu pro sebe nebo jinou fyzickou či právnickou osobu. Střet zájmů je obecně definován jako situace, v níž by profesní úsudek ohledně zájmu klienta mohl být natolik ovlivněn zájmem pracovníka, že by byla ohrožena pracovníkova nezávislost a nestrannost. Jedná se zpravidla o souběh profesní odpovědnosti a existenci dalšího, často finančního, osobního či soukromého zájmu.
Střet zájmů je stav, kdy je pracovník povinen něco konat nebo se nějakého konání zdržet, ale současně by měl z daného konání či nekonání prospěch nebo by mu bylo dané konání či nekonání ke škodě.

### Příklady z praxe
- Situace: Pracovník nesouhlasí s postupem a cílem klienta.

Střet zájmu: Pracovník vybírá nebo nutí klienta do řešení, které je výhodné pro pracovníka bez ohledu na klientovo přání.
Správné řešení: Pracovník vždy respektuje názor klienta, ale zároveň je povinen klienta informovat o možných rizicích zvoleného postupu.
- Situace: Klient chce sdělit pracovníkovi spáchání trestného činu, příp. úmysl trestný čin spáchat.

Střet zájmu: Klient se chce pracovníkovi svěřit, pracovník má oznamovací povinnost.
Správné řešení: Pokud se klient začne svěřovat s plánovaným či dokonaným trestným činem, pracovník má povinnost při prvním náznaku tohoto typu informací klienta neprodleně přerušit a sdělit mu, že má oznamovací povinnost dle § 367 a § 368 zákona č. 40/2009 Sb., trestního zákoníku, a že trestné činy uvedené v těchto dvou výše uvedených paragrafech nahlásí PČR či na státním zastupitelství.
- Situace: Vztah mezi klientem a pracovníkem je ovlivněn rodinnými vazbami nebo kamarádstvím.

Střet zájmu: Vztah mezi klientem a pracovníkem není pouze pracovní, avšak i v osobní rovině, poskytovatel požaduje od pracovníků rovný přístup.
Správné řešení: Pracovník s takovým klientem nepracuje, předá ho kolegovi.

## Zdravotnictví
Střet zájmů vzniká mezi povinností lékaře či zdravotníka poskytovat lékařské a zdravotní služby podle nejmodernějších poznatků nebo na náležité odborné úrovni a ekonomickými možnostmi systému a úhrad od plátců péče. Střet zájmů nastává rovněž mezi lékaři a farmaceutickými firmami v pohledu na pacienta. Pro lékaře je nejdůležitější zabezpečit jeho zdraví, farmaceutické firmy na pacienta hledí jako na zdroj zisku. Ve střetu zájmů mohou být účastníci klinických studií a klinických hodnocení léčivých přípravků, které bývají nejčastěji financovány farmaceutickým průmyslem. Tomu lze zabránit například transparentním jednáním, umožněním auditů a dalšími mechanismy. O nezávislé přehodnocování se snaží například Cochrane Collaboration.
Definice Dennise F. Thompsona z roku 1993 říká: „Konflikt zájmů je stav, v němž profesionální úsudek týkající se primárního zájmu (například blaho pacienta nebo validita vědeckého výzkumu) má tendenci být nevhodně ovlivněn sekundárním zájmem (například finančním prospěchem, podporou osoby blízké, získáním moci, úspěchu, věhlasu).